# Metanippononychus daisenensis
Metanippononychus daisenensis is een hooiwagen uit de familie Triaenonychidae.